# 克利珀米爾斯 (加利福尼亞州)
克利珀米爾斯（英語：Clipper Mills）是位於美國加利福尼亞州比尤特縣的一個人口普查指定地區。

## 地理
克利珀米爾斯的座標為39°31′58″N 121°09′27″W / 39.53278°N 121.15750°W，而該地最高點為海拔高度1082米（即3550英尺）。

## 人口
根據2010年美國人口普查的數據，克利珀米爾斯的面積為4.503平方千米，當中陸地面積為4.503平方千米，而水域面積為0.000平方千米。當地共有人口142人，而人口密度為每平方千米31人。